# XPe (Inschrift)

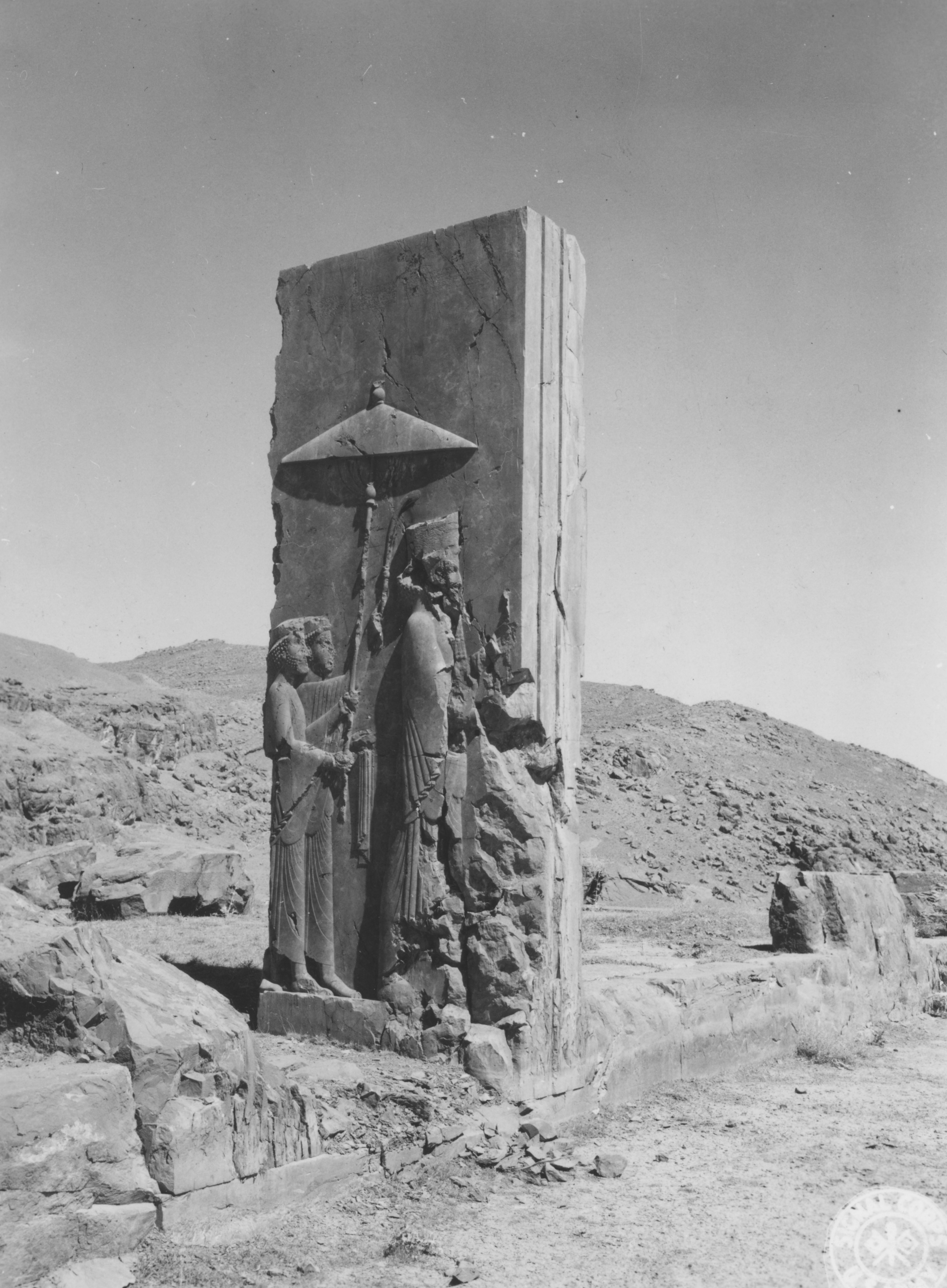
Die Inschrift XPe^{cE} oberhalb des Reliefs mit der Darstellung von Xerxes I. am südlichen Türpfosten des östlichen Eingangs zum Palast

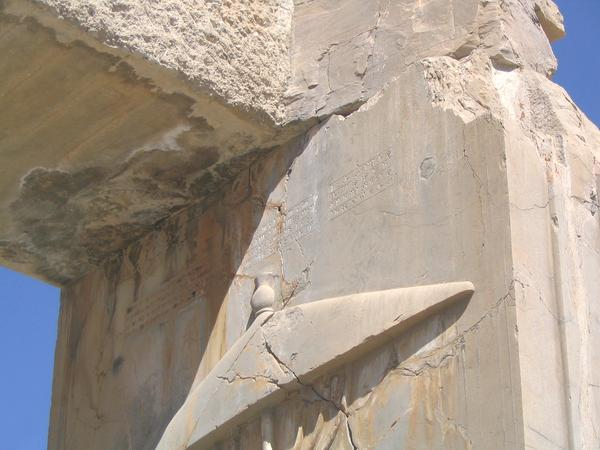
XPe^{cW} am östlichen Türpfosten des westlichen Eingangs zum Palast

XPe ist die Bezeichnung einer Inschrift von Xerxes I. (X). Sie wurde in Persepolis (P) entdeckt und von der Wissenschaft mit einem Index (e) versehen. Die Inschrift liegt in altpersischer, elamischer und babylonischer Sprache vor. Die Inschrift ist in vierfacher Ausführung überliefert. Jede Ausführung wird von der Wissenschaft mit zusätzlichen Indexen identifiziert.

## Inhalt
„Xerxes, der große König, König der Könige, des Dareios, des Königs, Sohn, ein Achaimenide.“

## Beschreibung
Die Inschrift XPe befindet sich an vier Türpfosten zum Eingang des Palastes von Xerxes I. Die vier Überlieferungen werden mit zusätzlichen Indexen unterschieden: XPecE, XPecW, XPecNW1 und XPecNW2. Alle Sprachversionen haben vier Zeilen. Die altpersische Version befindet sich jeweils über dem Kopf des Königs mit der Ausnahme von XPecNW2, bei der sich die elamische Sprachversion über Xerxes I. und die altpersische in der Mitte befindet. Die unübliche Anordnung wird auf einen Fehler des Bildhauers zurückgeführt.
Die Inschriften sind in situ (am Ursprungsort). Ein zusätzliches Fragment mit der Inventarnummer BM 118867 befindet sich im British Museum. Es wurde 1811 vom englischen Diplomaten Robert Gordon nach England gebracht. Sein Bruder, George Hamilton-Gordon, 4. Earl of Aberdeen schenkte es 1818 dem Museum.

## Forschungsgeschichte
Ursprünglich wurden verschiedenste Fragmente zur Inschrift XPe gezählt, da sie alle den gleichen Text enthalten. Alireza Shapour Shahbazi ordnete die Fragmente 1985 nach der Anzahl Zeilen in drei Gruppen. Rüdiger Schmitt stellte 2000 fest, dass sich die Inschriften nicht nur in der Anzahl Zeilen, sondern auch durch Standorte, Kontexte und Funktionalität unterscheiden und teilte sie in vier Gruppen. Er gab ihnen die Bezeichnungen XPe, XPp, XPq und XPr. Das Fragment des British Museum wird neben den vier Inschriften in situ ebenfalls zur Inschrift XPe gezählt.
XPe spielte eine bedeutende Rolle in den frühen Anfängen der Entzifferung der Keilschriften. Auf der Basis der Zeichnungen von Carsten Niebuhr verglich Georg Friedrich Grotefend 1802 XPe mit der Inschrift DPa. Seine Ergebnisse veröffentlichte er 1815. Er erreichte damit einen Durchbruch bei der Entzifferung der altpersischen Keilschrift. Georg Friedrich Grotefend ging davon aus, dass die Inschriften von den Achämeniden stammten und die Namen der Könige und deren Titel enthielten. Zudem stellte er fest, dass die persische Schrift derjenigen der avestischen Sprache ähnlich war. Mit seiner Vorgehensweise konnte Georg Friedrich Grotefend die Namen von Dareios I., Hystaspes und Xerxes I. festlegen. Zudem identifizierte er 10 der 22 Zeichen der Inschrift korrekt. Nach diesen frühen Erkenntnissen gab es eine wissenschaftliche Lücke von 21 Jahren. Erst danach konnten weitere Zeichen identifiziert werden.